# Syrrhopodon peguensis
Syrrhopodon peguensis är en bladmossart som beskrevs av William Dean Reese 1997. Syrrhopodon peguensis ingår i släktet Syrrhopodon och familjen Calymperaceae. Inga underarter finns listade i Catalogue of Life.